# Cârțibași, Vaslui
Cârțibași este un sat în comuna Bogdănița din județul Vaslui, Moldova, România.
 Acest articol despre o localitate din județul Vaslui este deocamdată un ciot. Puteți ajuta Wikipedia prin completarea lui.